# Buzzer Beater
Als Buzzer Beater (englisch, zu Deutsch wörtlich Sirenenbezwinger) wird im Basketball ein Wurf bezeichnet, der kurz vor Ertönen der Schlusssirene eines Spiels erfolgt, und der das Spiel in letzter Sekunde entscheidet (Game Winner) oder auf Gleichstand bringt. Allerdings werden auch Würfe, die, vom Spielstand unabhängig, zum Ende eines Viertels oder Halbzeit erfolgen, als Buzzer Beater bezeichnet. Damit ein Korb zählt, muss der Ball vor der Schlusssirene die Hand des Spielers verlassen haben. Der Korb selbst kann mit oder nach der Sirene erzielt werden.
Buzzer Beater sind häufig spektakulär, weil am Ende eines Spiels oder eines Viertels meist die Zeit fehlt, einen freien Wurf herauszuspielen. Sie werden daher oft aus größerer Entfernung geworfen.